# Francesco Matarazzo
Francesco Antonio Maria Matarazzo (Castellabate, 9 de março de 1854 – São Paulo, 10 de fevereiro de 1937) foi um industrial, empresário e banqueiro ítalo-brasileiro, fundador e presidente das Indústrias Reunidas Fábricas Matarazzo (IRFM), o maior conglomerado industrial da América Latina e um dos maiores do mundo em seu tempo. Sua biografia é um estudo de caso sobre a acumulação de capital, o desenvolvimento da indústria brasileira e as complexas relações de poder que moldaram o Brasil na transição do século XIX para o XX.
Figura de estatura quase mitológica na história econômica do Brasil, Matarazzo personificou o arquétipo do imigrante bem-sucedido, mas sua trajetória transcendeu o sucesso individual, influenciando diretamente a urbanização, a política e a sociedade de São Paulo. Ao falecer, sua fortuna era estimada em 20 bilhões de dólares americanos de 1937, um montante que o colocava como o homem mais rico do Brasil e um dos mais ricos do mundo. O poderio econômico das IRFM era tal que seu faturamento superava o orçamento da maioria dos estados brasileiros, rivalizando com o do próprio estado de São Paulo, e empregando diretamente mais de 30.000 pessoas, o que representava cerca de 6% da população da capital paulista. Por sua influência e pioneirismo, é frequentemente comparado ao Visconde de Mauá, sendo considerado um dos pilares da modernização capitalista do país.

## Origens e contexto da migração
Francesco Matarazzo nasceu em 9 de março de 1854, em Castellabate, uma comuna costeira na província de Salerno, então parte do Reino das Duas Sicílias. Era o primogênito de Costabile Matarazzo e Mariangela Jovane. Ao contrário do mito do imigrante miserável, a família Matarazzo pertencia a uma classe de pequenos proprietários de terras e comerciantes com certo prestígio local, embora sem grande fortuna.
O contexto de sua partida foi a "Questione meridionale" (a Questão Meridional), o profundo fosso econômico e social que se abriu entre o norte industrializado e o sul agrário da Itália após a Unificação Italiana de 1861. A imposição de novas políticas fiscais pelo governo de Piemonte-Sardenha e a concorrência com os produtos do norte arruinaram muitas economias locais do sul, gerando desemprego e desesperança. Foi nesse cenário de crise que Matarazzo, aos 27 anos, casado com Filomena Sansivieri e já com filhos para sustentar, decidiu emigrar em 1881, atraído pela propaganda do governo brasileiro, que buscava mão de obra europeia para substituir o trabalho escravo, recém-abolido.
O episódio do naufrágio na chegada ao Rio de Janeiro, onde perdeu sua carga de banha de porco, tornou-se a gênese de sua lenda pessoal: a do homem que se ergueu da adversidade absoluta. Contudo, mais do que o infortúnio, o episódio revela sua resiliência e capacidade de mobilizar recursos, pois, em vez de se dar por vencido, utilizou o crédito do consulado italiano para se reerguer e se dirigir a Sorocaba, um estratégico entroncamento comercial movido pela cultura do tropeirismo.

## A construção do império: O "Sistema Matarazzo"

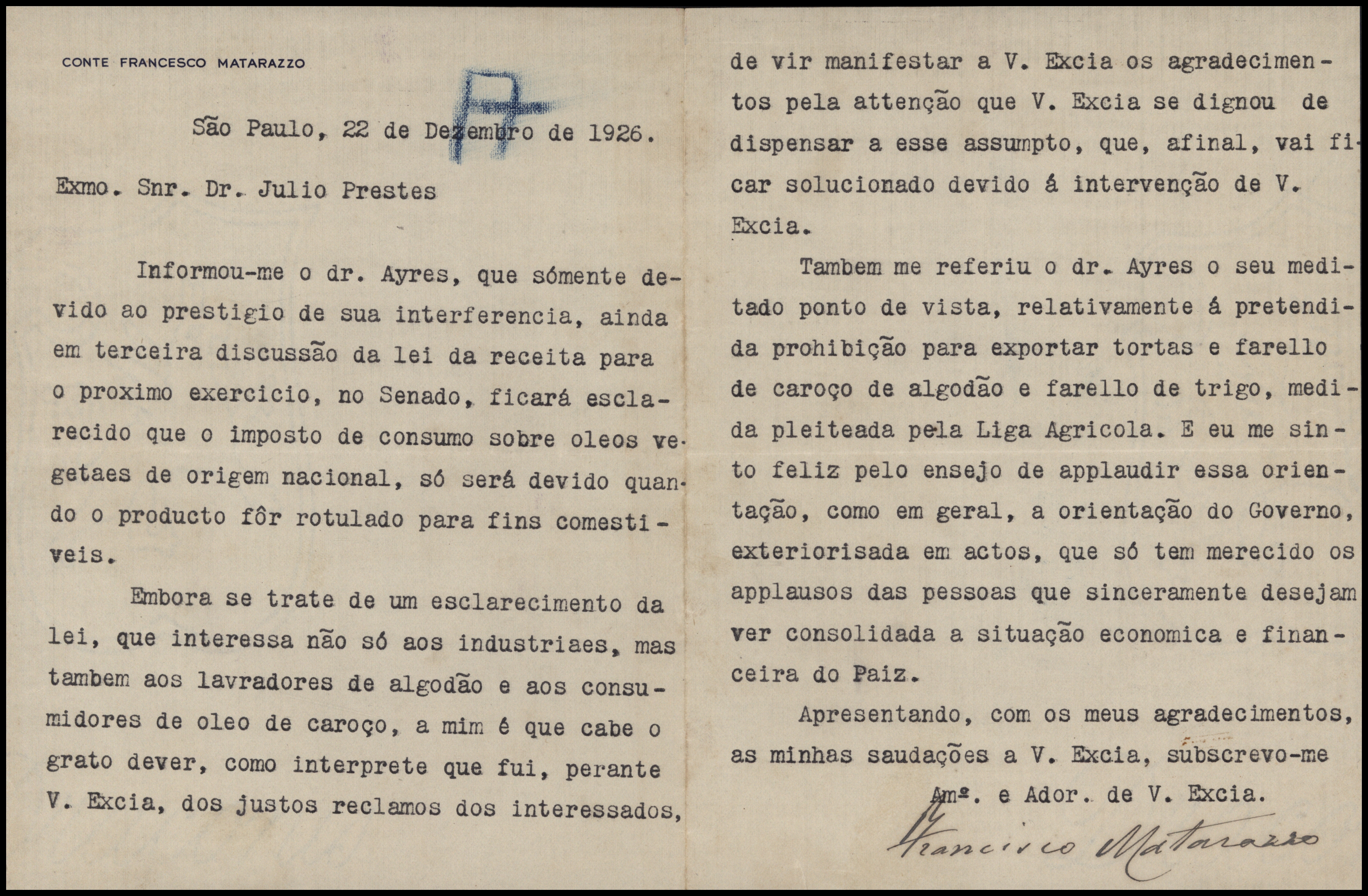
Carta de Francesco Matarazzo para Júlio Prestes, então presidente do estado de São Paulo, em 1928. O documento ilustra sua influência e acesso direto aos mais altos escalões do poder.
(APESP)

A genialidade de Matarazzo não residiu na invenção de novas tecnologias, mas na aplicação sistemática e em escala sem precedentes de um modelo de negócios autossuficiente e integrado. Em Sorocaba, ele rapidamente passou de mascate a proprietário de um armazém e, em seguida, de uma pequena fábrica de banha em latas, um produto com forte demanda e pouca concorrência padronizada.

### A lógica da integração vertical
Ao se mudar para São Paulo em 1890, Matarazzo aplicou e expandiu essa lógica. A fundação da "Companhia Matarazzo S.A." em 1891, com capital aberto mas controle familiar, foi o passo decisivo para a grande expansão. O ponto de inflexão foi a construção do Moinho Matarazzo em 1900, na Água Branca. A partir dele, Matarazzo criou um ecossistema industrial, o "Sistema Matarazzo", regido pelo lema "uma coisa puxa a outra".
Este sistema consistia em controlar todas as etapas da cadeia produtiva, do insumo ao consumidor, eliminando intermediários e maximizando lucros. Cada nova fábrica era criada para suprir uma necessidade da anterior ou para aproveitar um de seus subprodutos. A tecelagem produzia os sacos para a farinha do moinho; a metalúrgica fabricava as latas para o óleo extraído do caroço do algodão usado na tecelagem; a caixa de previdência e o banco da companhia financiavam a expansão e os clientes; a frota de navios e caminhões garantia a logística. O resultado foi um conglomerado que operava como um "estado dentro do estado", imune a crises de fornecedores e com enorme poder de barganha.

### Consolidação e gestão
Em 1911, a criação da holding Indústrias Reunidas Fábricas Matarazzo (IRFM) formalizou essa estrutura. A gestão era extremamente centralizada na figura do Conde. Nenhuma decisão estratégica era tomada sem seu aval. Seu estilo era patriarcal e autoritário, estendendo o modelo da família italiana para a administração de um império com mais de 300 fábricas de gêneros alimentícios, tecidos, produtos químicos, material de construção, entre outros. Essa centralização, embora eficaz durante a fase de construção do império, provaria ser uma de suas maiores vulnerabilidades no futuro.

## O "Coronel Industrial": Relações de poder e influência

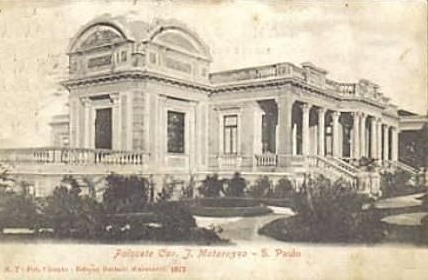
A Mansão Matarazzo, na Avenida Paulista, em sua primeira versão, no estilo eclético. A residência era um símbolo do poder e da riqueza da família, palco de grandes eventos sociais e políticos que reuniam a elite industrial e a aristocracia. Foto da década de 1910.

Matarazzo compreendeu que o poder econômico precisava ser convertido em capital social e político. Ele se tornou uma espécie de "coronel industrial" urbano, exercendo influência não pela posse de terras, mas pelo controle do emprego e do capital.

### A busca por legitimação: Títulos e casamentos
O título de Conde, concedido pelo Rei da Itália em 1917 por sua ajuda durante a Primeira Guerra, foi o ápice de sua busca por reconhecimento. Não era apenas uma honraria, mas uma ferramenta de legitimação que o elevava acima de outros "novos-ricos". Essa estratégia foi complementada pelos casamentos de suas filhas, Claudia e Olga, com príncipes da alta nobreza italiana. Tais uniões eram transações simbólicas que trocavam a imensa fortuna da nova burguesia industrial pelo prestígio e pela linhagem da aristocracia europeia em declínio.

### Relações com a política e o fascismo
Sua relação com a política era de um pragmatismo absoluto. Foi um dos fundadores do Centro das Indústrias do Estado de São Paulo (CIESP) em 1928, usando a instituição para defender os interesses da classe industrial. Manteve-se próximo de todos os presidentes, de Washington Luís a Getúlio Vargas, garantindo que seus negócios não fossem afetados pelas turbulências políticas, como demonstrou sua calculada neutralidade durante a Revolução de 1932.
Seu apoio ao fascismo de Benito Mussolini deve ser entendido neste contexto. Para Matarazzo e grande parte da elite ítalo-brasileira, Mussolini representava a ordem contra o "perigo vermelho" do anarquismo e do comunismo, que agitava o movimento operário em São Paulo. Era também uma figura que restaurava o orgulho nacional italiano. O apoio de Matarazzo, portanto, foi financeiro e de prestígio, uma aliança estratégica com o poder na Itália que, entre outros benefícios, lhe garantiu a hereditariedade de seu título de nobreza.

## A contradição fundamental: Paternalismo e repressão operária
A imagem pública de Matarazzo era a do benfeitor, cujo maior exemplo foi a construção do Hospital Matarazzo em 1904. A filantropia, no entanto, funcionava como uma ferramenta de controle social e uma forma de paternalismo, criando uma relação de dependência e gratidão que visava a desmobilizar as reivindicações da classe trabalhadora.
A realidade dentro de suas fábricas era outra. As condições de trabalho eram duras, as jornadas exaustivas e os salários baixos, em linha com a exploração característica da primeira fase da industrialização. O conglomerado Matarazzo foi o epicentro de grandes lutas operárias, organizadas principalmente por lideranças anarquistas e socialistas. A Greve geral no Brasil em 1917, que paralisou São Paulo, teve um de seus momentos mais trágicos em frente à Tecelagem Mariângela, quando a Força Pública matou a tiros o operário anarquista José Martinez. A repressão violenta era a resposta padrão do Estado, atuando em consonância com os interesses dos grandes industriais, para qualquer tentativa de organização sindical autônoma. Essa dualidade entre o paternalismo e a repressão é a contradição central do legado social de Matarazzo.

## O declínio do império: O dilema do fundador

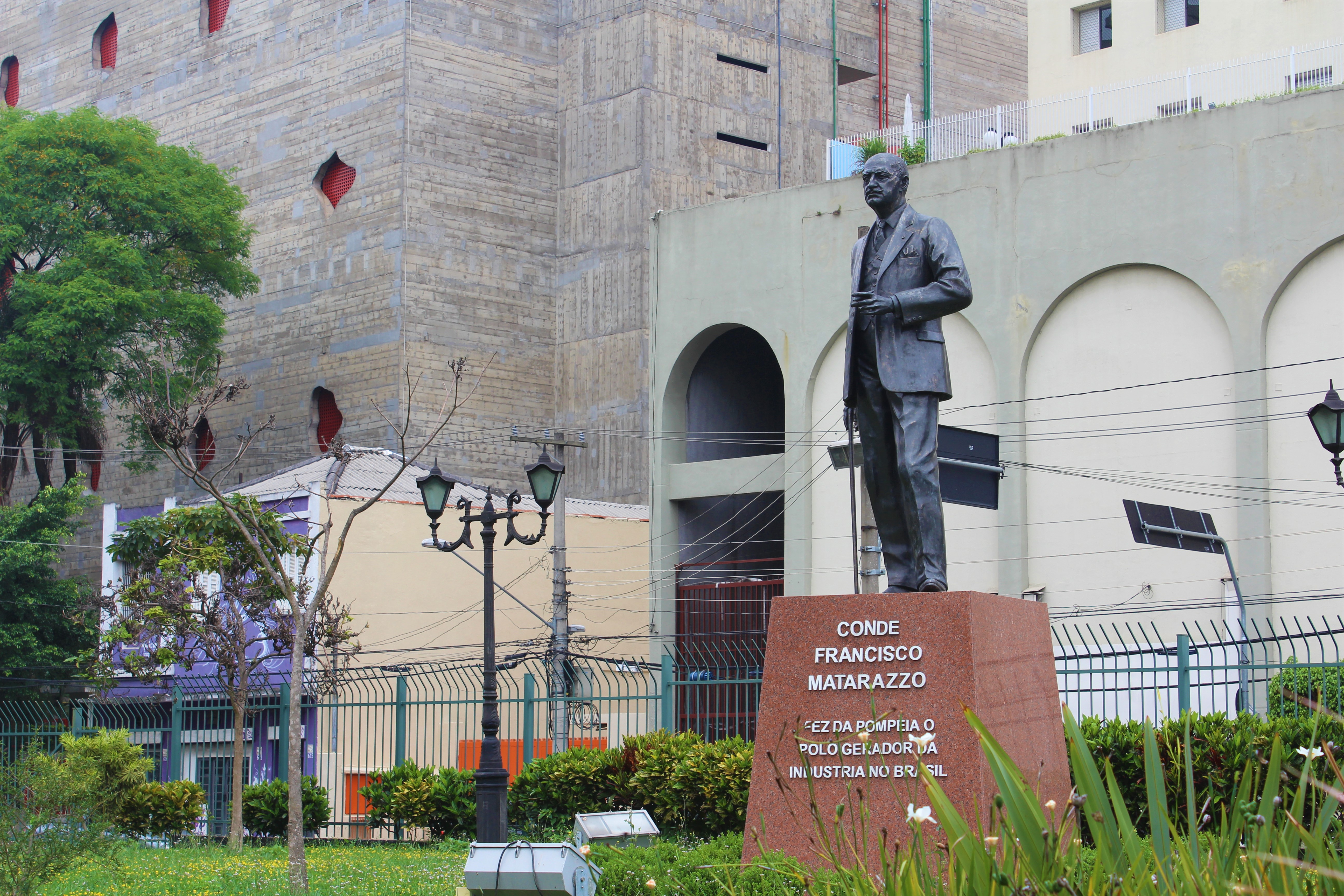
Estátua de bronze do Conde Matarazzo, obra de Giandomenico de Marchis (1939), na Praça Raízes da Pompeia. A obra imortaliza a imagem do patriarca industrial.

Francesco Matarazzo faleceu em 10 de fevereiro de 1937, aos 82 anos. A sucessão recaiu sobre seu filho, Francisco "Chiquinho" Matarazzo II, já que o primogênito e herdeiro natural, Ermelino Matarazzo, havia morrido em 1920. A derrocada do império nas décadas seguintes é um caso clássico do "dilema do fundador": as mesmas qualidades que permitiram a um homem construir um império do zero — centralização, controle absoluto, desconfiança de estranhos, decisões baseadas na intuição — foram as que o tornaram incapaz de sobreviver em um mundo mais complexo e competitivo.
As causas do declínio foram multifatoriais:
- Sucessão e Gestão: Chiquinho não tinha o foco nem a frugalidade do pai. Sua gestão permitiu que o conglomerado perdesse competitividade.[15]
- Modelo Obsoleto: A integração vertical tornou o grupo lento e pouco inovador, incapaz de competir com as multinacionais que chegaram ao Brasil a partir dos anos 1950, com gestão profissionalizada e foco em produtos específicos.
- Perda de Visão Estratégica: A recusa ao convite de Juscelino Kubitschek para se associar à Volkswagen é o exemplo mais notório da incapacidade de se adaptar aos novos rumos da economia.[2]
- Conflitos Familiares: Brigas entre os herdeiros levaram à descapitalização da empresa para pagar as partes dos dissidentes, sangrando o caixa do grupo.[9]

O império ruiu até a concordata nos anos 1980. A anedota do alfaiate, na qual Francesco diz ao filho: "Eu não tenho pai rico, você tem", resume profeticamente a dinâmica da destruição da fortuna.

## Família e descendência

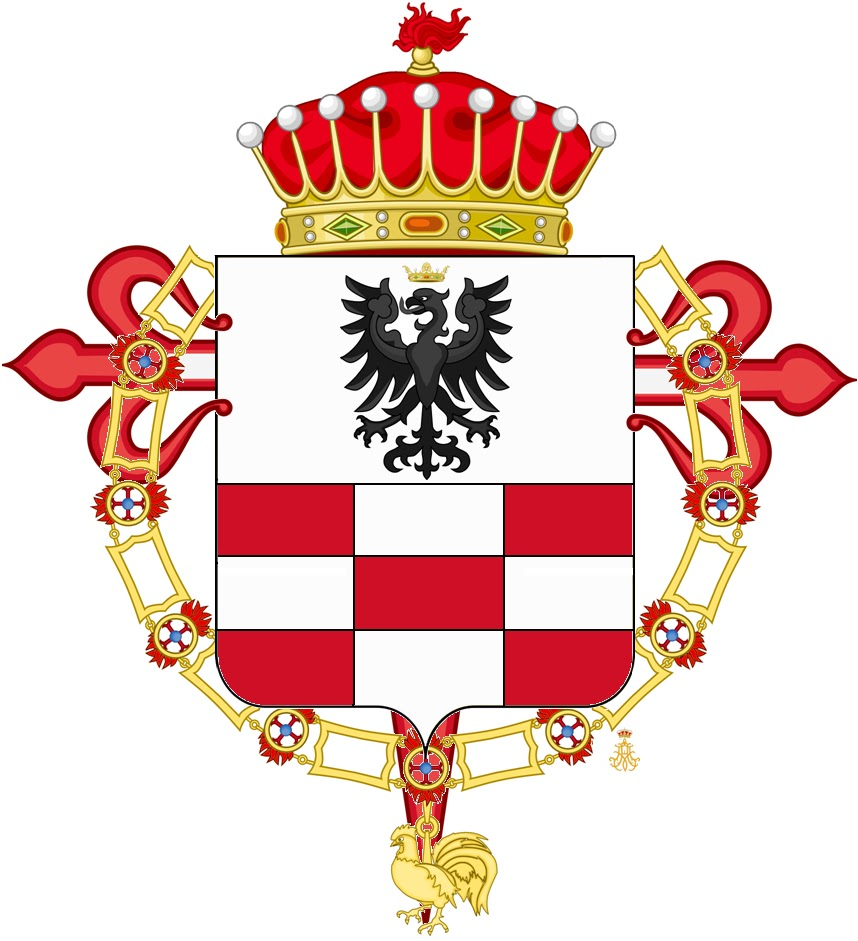
Brasão de Armas do Conde de Matarazzo, símbolo da nobreza adquirida e do poder dinástico da família.

Francesco Matarazzo e Filomena Sansivieri (c. 1850-1940) tiveram treze filhos, que formaram uma das mais influentes dinastias do Brasil:
1. Giuseppe Matarazzo (1877-1972), casado com Anna de Notaristefani dei Duchi di Vastogirardi.
2. Andrea Matarazzo (1881-1958), casado com Amália Cintra Ferreira.
3. Ermelino Matarazzo (1883-1920), herdeiro original, morto em acidente automobilístico na Itália, sem deixar descendentes.
4. Teresa Matarazzo (1885-1960), casada com Gaetano Comenale.
5. Mariangela Matarazzo (1887-1958), casada com Mario Comi.
6. Attilio Matarazzo (1889-1985), nascido em Sorocaba, casado com Adele dall'Aste Brandolini.
7. Carmela Matarazzo (1891-1991), casada com Antonio Campostano.
8. Lydia Matarazzo (1892-1946), casada com Giulio Pignatari.
9. Olga Matarazzo (1894-1994), casada com o Príncipe Dom Giovanni Alliata Di Montereale.
10. Ida Matarazzo (1895-1983), que se tornou uma importante mecenas das artes.
11. Claudia Matarazzo (1899-1935), casada com Dom Francesco Ruspoli, 8º Príncipe de Cerveteri.
12. Francisco Matarazzo Júnior (1900-1977), o "Conde Chiquinho", seu sucessor, casado com sua prima Mariangela Matarazzo.
13. Luís (Luigi) Eduardo Matarazzo (1902-1958), casado com Bianca Troise.

## Legado e debate historiográfico
O legado de Francesco Matarazzo é objeto de intenso debate. Para uma corrente, ele é o "capitão de indústria" por excelência, um herói empreendedor cuja visão e trabalho foram fundamentais para a modernização do Brasil. Nessa perspectiva, ele simboliza o sucesso do projeto imigratório e a força do capitalismo como motor do progresso.
Para outra, ele é a encarnação do "barão ladrão" (robber baron), cuja imensa fortuna foi construída sobre a exploração da mão de obra, a manipulação de mercados e a proximidade com o poder, independentemente de sua ideologia. Essa visão crítica enfatiza o alto custo social de seu modelo de acumulação.
Independentemente do julgamento, seu impacto é inegável. Ele deixou marcas físicas na paisagem urbana — como o Edifício Matarazzo (hoje sede da prefeitura paulistana) e o complexo Cidade Matarazzo — e um legado imaterial como figura central no estudo da industrialização, das relações de trabalho e da formação da elite no Brasil. Sua vida permanece como a saga monumental sobre as promessas e os perigos do capitalismo em uma nação em formação.

## Representações na cultura
- Foi interpretado por Renan Paini (jovem) e Tadeu di Pietro (adulto) na microssérie Gigantes do Brasil (2016), do canal History.[16]

## Títulos e honrarias
- Itália Reino da Itália
  - Conde de Matarazzo (Decreto Real de 25 de junho de 1917, tornado hereditário em 2 de dezembro de 1926)
  - Cavaleiro de Grã-Cruz da Ordem da Coroa da Itália
  - Cavaleiro da Ordem do Mérito do Trabalho
- Malta Ordem Soberana e Militar de Malta
  - Cavaleiro Magistral
- Hungria Reino da Hungria
  - Cruz de Cavaleiro da Ordem do Mérito
- Brasil Brasil
  - Oficial da Ordem do Cruzeiro do Sul
- Palestina Sociedade Esportiva Palmeiras
  - Presidente Honorário do Palestra Italia